# Вилла Репета
Вилла Репета (итал. Villa Repeta) — вилла (загородный дом) в Кампилья-деи-Беричи в провинции Виченца области Венето, северная Италия. Построена в 1672 году на месте ранее существовавшего здания, возведённого около 1557 года по заказу Марио Репета по проекту выдающегося архитектора эпохи итальянского Возрождения Андреа Палладио и разрушенного пожаром. Настоящая вилла включила остатки предыдущего здания и была завершена в 1672 году по заказу Энея и Сципиона Репетов.

## История

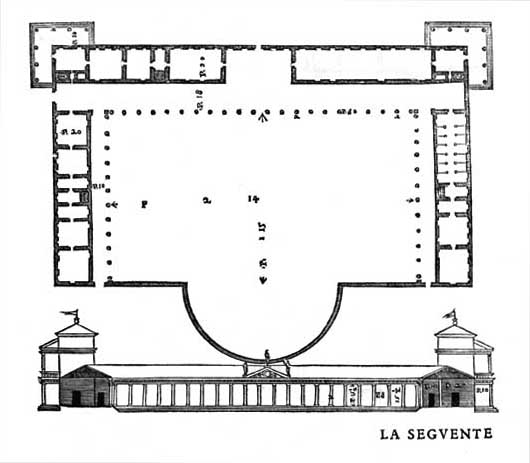
Вилла Репета. Гравюра из трактата А. Палладио «Четыре книги об архитектуре». 1570

Вилла, которую Палладио строил (возможно, не завершив) для Марио Репеты, была уничтожена пожаром в неустановленный день между 1640 и 1672 годами, после чего её заменило ныне существующее здание. Поэтому вилла Репета, спроектированная Палладио около 1557 года, может быть реконструирована только на основе гравюры из трактата архитектора «Четыре книги об архитектуре» (I Quattro Libri dell’Architettura, 1570), хотя недавние исследования вызвали серьёзные сомнения и в том, что гравюра может полностью соответствовать проекту. Скорее всего она представляет собой обычную для теоретического трактата переработку Палладио идеи, которая в действительности не могла быть полностью реализована.

## Архитектура
В любом случае проект остаётся выдающимся произведением Палладио. Главный фасад виллы симметричен, его центральный ризалит имеет два яруса, оформленных соответственно пилястрами тосканского и ионического ордеров, и рустовкой. Три арки первого яруса имеют замковые камни с маскаронами. В тимпане треугольного фронтона — герб рода Рипета. Вилла имеет прямоугольный внутренний двор, а общую композицию планировалось завершить боковыми корпусами с башнями «голубятнями» (colombari).